# 17651 Тадзімі
17651 Тадзімі (17651 Tajimi) — астероїд головного поясу, відкритий 3 листопада 1996 року.
Тіссеранів параметр щодо Юпітера — 3,480.
Названо на честь Тадзімі (яп. たじみ(多治見) тадзімі).